# Pyrrhia postfasciata
Pyrrhia postfasciata là một loài bướm đêm trong họ Noctuidae.